# 루스탐 아슈르마토프
루스탐 엘요로비치 아슈르마토프(우즈베크어: Rustam Elyorovich Ashurmatov, 1996년 7월 7일~), 또는 루스탐존 엘요로비치 아슈르마토프(우즈베크어: Rustamjon Elyorovich Ashurmatov)는 우즈베키스탄의 축구 선수로 포지션은 센터백이다. 현재 러시아 프리미어리그의 FC 루빈 카잔과 우즈베키스탄 축구 국가대표팀에서 활동하고 있다.
루스탐 옐료로비치 아슈르마토프(러시아어: Рустам Элёрович Ашурматов), 루스탐존 옐료로비치 아슈르마토프(러시아어: Рустамжон Элёрович Ашурматов)라는 러시아어식 이름으로도 불리며 2019년부터 2022년까지 K리그의 광주 FC, 강원 FC에서 활동했다. K리그 등록명은 아슐마토프였다.

## 구단 경력
2015년 우즈베키스탄 슈퍼리그의 FC 부뇨드코르에서 프로 경력을 시작했다.
2019시즌을 앞두고 K리그2의 광주 FC로 이적하였다. 2019시즌 아슐마토프는 광주의 주전 수비수로 활약했다. 2019년 4월 20일 열린 수원 FC와의 K리그2 경기에서 광주 입단 이후 첫 골을 기록했다. 2019시즌 리그에서 26경기 출전 1골 1도움을 기록했으며 시즌 종료 이후 K리그2 베스트 11에 선정되었다.
2021년 1월 19일 K리그1 강원 FC에 이적하였다.

## 국가대표팀 경력
2018년 AFC U-23 챔피언십에 참가하는 우즈베키스탄 U-23 축구 국가대표팀의 멤버로 선출되었다. 이 대회 결승전에서 베트남에게 선제골을 기록하면서 조국의 우승에 기여했다.
2018년 아시안게임 축구 국가대표팀에 차출되었다. 아시안게임 8강전 대한민국과의 경기에서 연장전 황의조에게 PK를 헌납하였다.
성인 국가대표팀은 2017년에 처음 차출되었으며 2017년 1월 23일 조지아 축구 국가대표팀과의 경기에서 우즈베키스탄 대표팀 첫 경기를 치렀다.

## 수상

### 팀
- AFC U-23 챔피언십 우승: 2018
- K리그2 우승: 2019

### 개인
- K리그2 베스트 11: 2019